# Audacia Ray
Audacia "Dacia" Ray, född 25 april 1980 i New York, är en amerikansk entreprenör, författare och tidigare sexarbetare. Hen verkar numera som aktivist för sexarbetares rättigheter och leder kurser för sexarbetare på ämnet medieträning. Ray definierar sig numera som ickebinär.
Rays produktionsbolag Waking Vixen Productions inledde 2004 sin verksamhet som en personlig blogg. 2010 omnämndes hen av The Village Voice som årets bästa sexbloggare i New York.

## Biografi
Ray avlade 2002 kandidatexamen i kulturstudier vid Eugene Lang College of Liberal Arts, en del av The New School i New York. Fem år senare avlade hen masterexamen i amerikanska studier vid Columbia University.

### Arbetsliv
Under tiden på Columbia University arbetade Ray även som sexarbetare. Hen fann sina kunder via Craigslist, en webbaserad köp- och säljmarknad i form av radannonser. Sedan Ray runt 2006 avslutat sin verksamhet som sexarbetare har Craigslist på grund av skärpt lagstiftning runt sexarbete i USA stängt sin sektion för "vuxentjänster".
2005 var hen medgrundare av sexarbetarmagasinet Spread, där hen fungerade som en av redaktörerna fram till 2008. Därefter följde arbete för och anställningar hos International Women's Health Coalition (2008–2013), och hen grundade och drev mellan 2011 och 2016 Red Umbrella Project. I det sistnämnda, fortfarande aktiva projektet arbetade Ray med att bygga relationer mellan sexarbetarmiljön i New York och journalister i och utanför staden, liksom med träningsprogram och olika sorters stöd åt aktiva sexarbetare. Sedan 2018 har Ray varit aktiv i New York City Anti-Violence Project, sedan 2024 som tillförordnad projektledare.
Ray, som är engagerad i ämnen som HBTQ-rättigheter och sexualundervisning, har även arbetat med rådgivning för NSWP (Global Network of Sex Work Projects). Hon har även varit adjungerad professor vid Rutgers University.

### Författarskap
Ray har författat alternativt fungerat som redaktör för ett antal böcker med anknytning till sexbranschen. Dessutom syns texter av hens penna i ett antal antologier med noveller eller essäer.
2007 publicerades Naked on the Internet, en bok om internets roll för tillfälliga relationer, nedladdningar och entreprenörskap. Hennes slutsats är du vet att du tittar för mycket på internetpornografi när du googlar "cream pies" och blir överraskad över att toppresultaten handlar om gräddpajer. Två år senare kom Wicked Quickies, en liten bok med (minst) 52 sätt att krydda det intima livet i en relation och kunna "få till det" oavsett tid och plats.
Under åren som drivande på Red Umbrella Project (RedUP) publicerades ett antal memoarböcker med utgångspunkt från livet som sexarbetare och under samlingstiteln Prose and Lore. Dessa texter kommer från ett pågående project som senare i RedUP:s ram omvandlats till den litterära tidskriften Prose & Lore, med en utgåva i halvåret. Dessutom var hen 2012 medredaktör för Cooking in Heels, en annorlunda kokbok där transpersonen och sexarbetaren Ceyenne Doroshow bjuder på 40 "högklackade" recept.
Ray har varit inblandad i flera verk utgivna av Feminist Press, ett fristående förlag med fysisk hemvist på City University of New York. 2015 gav förlaget ut Rachel Aimes och Rays Spread, med undertiteln "the best of the magazine that illuminated the sex industry and started a media revolution". 2021 skrev Ray ett av kapitlen till förlagets We Too, en bok omkring sexbranschens variant av Metoo-uppropet.

### Böcker (urval)
- Naked on the Internet : hookups, downloads, and cashing in on Internet. Emeryville: Seal Press. 2007. ISBN 9781580052092
- Wicked quickies : 52 ways to get it on anytime, anywhere. Naperville: Sourcebooks Casablanca. 2009. ISBN 9781402225154
- Doroshow, Ceyenne; Ray, Audacia; Joy, Stacie (2012). Cooking in heels : a memoir cookbook. New York: Red Umbrella Project. ISBN 9780988259607
- Prose and Lore: Issue 2: Memoir Stories About Sex Work, Red Umbrella Project. ISBN 9780988259645
- PROSE AND LORE – Memoir Stories About Sex Work : issue 3. Red Umbrella Project. 2014. ISBN 9780988259669
- Prose & lore. Collected issues 1-5 : Fall 2014/Winter 2015. New York: Red Umbrella Project. 2015. sid. 409. ISBN 9780988259690
- Aimee, Rachel; Kaiser, Eliyanna; Ray, Audacia (2015) (på engelska). $Pread : the best of the magazine that illuminated the sex industry and started a media revolution. New York: The Feminist Press at the City University of New York. ISBN 9781558618725

### Bokkapitel
- "What's a little fisting between friends?" i First-timers : true stories of lesbian awakening (redaktör: Rachel Kramer Bussel). Allison, New York 2006. ISBN  9781555839475
- "Sexual Edna" i The f-word. no. 3, The outlaws issue : a feminist handbook for the revolution (redaktör: Melody Berger). PM Press, Oakland 2008. ISBN 9781604860429
- "Dear Trauma" i We Too (redaktörer:  Amber Dawn and Justin Ducharme). Arsenal Pulp Press, Vancouver 2019. ISBN 9781551527819[19]
- "Wounds and Ways Through: A Personal Chronology of December 17" i We Too (redaktörer: Natalie West och Tina Horn). Feminist Press 2021. ISBN 9781558612853